# Lymphome folliculaire
 Mise en garde médicale
Le lymphome folliculaire est le second lymphome le plus fréquent de l'adulte (et en augmentation régulière, surtout chez l'homme) ; avec ~ 6 pour 100 000 individus et ~ 4 000 nouveaux cas par an détectés en France.
Il est tardivement détecté car indolent et disséminé au diagnostic. On recherche toujours de nouveaux protocoles de traitement et certains ont déjà donné de bons résultats. 

## Physiopathologie
On sait maintenant qu'il apparaît initialement dans la moelle osseuse via une translocation chromosomique qui apparaît dans certaines cellules sanguines (dite t(14;18) parce que du chromosome 14 au chromosome 18). Cette translocation est un effet génotoxique probablement dû à l'exposition de la moelle à un produit cancérigène (les pesticides et solvants semblent fortement en cause). Mais ce n'est peut-être pas la seule cause possible, et cette seule translocation ne suffit pas à induire le cancer. Il faut un facteur d'inhibition immunogénique, qui pourrait également être environnemental et/ou un cofacteur génétique, pour permettre la prolifération incontrôlée des cellules anormales (précurseurs du cancer).